# Unfreiwillige Teilzeitbeschäftigung

Unfreiwillig Teilzeitbeschäftigte in Deutschland

Unfreiwillig Teilzeitbeschäftigte in Europa

Von unfreiwilliger Teilzeitbeschäftigung spricht man, wenn die Befragten als Grund für ihre Teilzeittätigkeit angeben, keine Vollzeitbeschäftigung gefunden zu haben. Für sie ist Teilzeitarbeit in der Regel das kleinere Übel, um nicht in die Arbeitslosigkeit abzurutschen.
Unfreiwillige Teilzeitbeschäftigung wird im Mikrozensus des Statistischen Bundesamtes erfasst.
Unfreiwillige Teilzeitbeschäftigung ist ein wesentlicher Bestandteil der Unterbeschäftigung von der International Labour Organization (ILO).

## Umfang
In der Europäischen Union arbeitet eine zunehmende Zahl von Personen in Teilzeitarbeit oder in einem befristeten Arbeitsverhältnis. Insbesondere trifft dies für ein Drittel der Arbeitnehmer im Alter von 25 bis 39 zu, und ihre Teilzeitbeschäftigung ist meist unfreiwillig.
Das Journalistenteam Investigate Europe kam 2017 auf Basis einer Auswertung von Eurostat-Daten zum Schluss, der Anstieg der Befristungen und der Teilzeitarbeitsverhältnisse in der EU sei auf die Deregulierung der europäischen Arbeitsmärkte zurückzuführen und schade der Wirtschaft.